# 19e-eeuwse-gordel

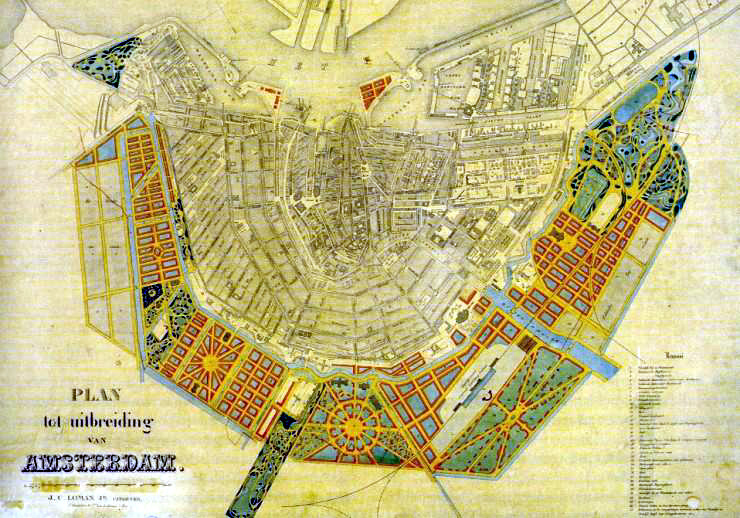
Het afgewezen uitbreidingsplan van Jacobus van Niftrik uit 1867.

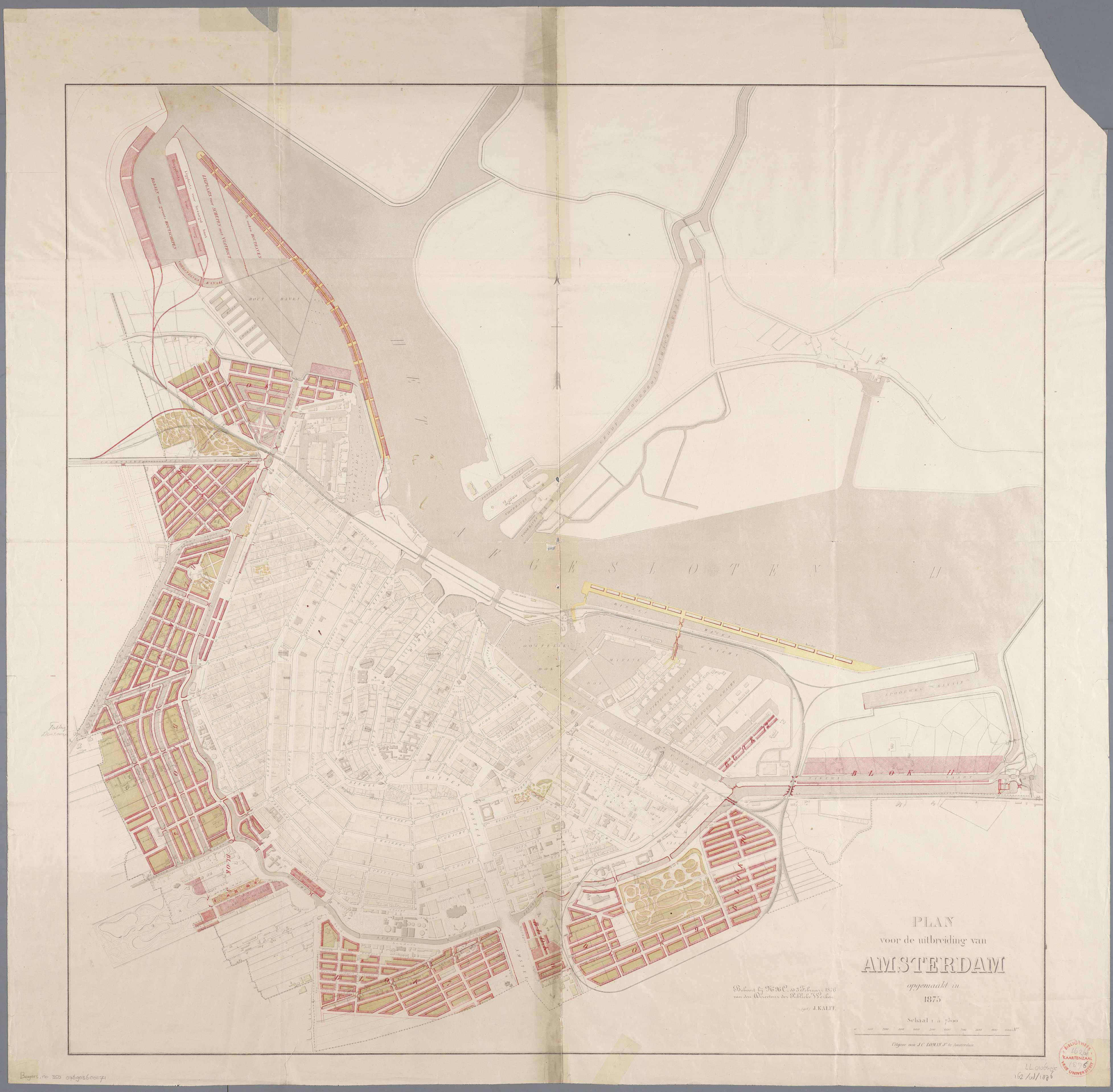
Het uitbreidingsplan van Jan Kalff uit 1875.

De Amsterdamse 19e-eeuwse-gordel is een stadsuitbreiding van Amsterdam en bestaat uit de volgende buurten: Spaarndammerbuurt, Staatsliedenbuurt, Frederik Hendrikbuurt, Oud-West (inclusief Vondelpark), Willemsparkbuurt, Schinkelbuurt, Oude Pijp, Weesperzijde, Oosterparkbuurt, Dapperbuurt en de Czaar Peterbuurt.

## Voorgeschiedenis
In de eerste helft van de 19e eeuw raakte Amsterdam verder in verval door jarenlange onrust. Daarop volgde een stagnerende economie en stijgende werkloosheid als gevolg van het dichtslibben van Pampus waardoor de Amsterdamse haven steeds moeilijker bereikbaar werd. Het overladen naar kleinere schepen bleek te duur, er werd nog enige tijd gebruikgemaakt van scheepskamelen. Ook hieraan kwam na enige tijd  een einde, toen Amsterdam te kampen kreeg met het dichtslibben van de haven.
Rond 1815 bereikte de Amsterdamse economie het dieptepunt en was de bevolking inmiddels teruggelopen tot slechts 140.000 inwoners. Woningen raakten in verval, de straten en grachten lagen vol met afval en er braken verschillende epidemieën uit. Rond het jaar 1818 gaf Koning Willem I de opdracht om het Noordhollandsch Kanaal te graven. Dit werd in 1824 geopend waardoor de geïsoleerde haven van Amsterdam weer beter bereikbaar werd. Schepen konden hun ladingen lossen en de werkgelegenheid steeg, waardoor de Industriële revolutie in Amsterdam langzaam op gang kwam. Door het toenemen van de bevolking en het aantal banen werd het Noordhollandsch Kanaal al snel te klein om de toegenomen capaciteit van het scheepvaartverkeer te verwerken.
Na 1830 werd de situatie voor de Amsterdamse burgers steeds slechter. Er waren intussen te weinig woningen om de inwoners te huisvesten, waardoor mensen gedwongen waren om in kelders of op zolderkamertjes te wonen. Rond 1850 was Amsterdam overvol, in de Jordaan woonden duizenden mensen in bouwvallige krotten die in eerste instantie in de binnentuinen waren gebouwd en later zelfs in de stegen. Deze krotten stonden zo dicht tegen elkaar dat zonlicht en frisse lucht een uitzondering was. Amsterdam stonk en overal was ontlasting en afval te vinden. Er braken epidemieën uit als pokken, tuberculose, tyfus en cholera.
Desondanks bleef de industrie maar groeien. In 1863 werd opdracht gegeven tot aanleg van het Noordzeekanaal dat breder en dieper zou worden dan het Noordhollandsch Kanaal. Het zou de industrie ten goede komen omdat dan ook de grotere schepen de haven van Amsterdam direct zouden kunnen bereiken. De verwachting was dan ook dat er meer werkgelegenheid zou komen en dus meer mensen die in Amsterdam zouden komen wonen. Gezien de barre omstandigheden in de armere buurten moest er dus ruimte gemaakt worden voor nieuwbouw. In 1867 diende de stadsingenieur Jacobus van Niftrik een uitbreidingsplan in. Dit plan besloeg een enorm gebied, maar werd in 1868 verworpen omdat er vanwege de enorme groenstroken niet genoeg woningen gebouwd konden worden, wat het geld op zou moeten brengen om de lokale boeren van hun grond te onteigenen; het was financieel dus niet haalbaar.
Nadat het Noordzeekanaal in 1876 in gebruik genomen was konden grotere schepen de haven van Amsterdam bereiken waardoor de industriële revolutie pas echt op gang kwam waarna een ware bevolkingsexplosie volgde. In 1877 diende de directeur van Publieke Werken Jan Kalff een nieuw uitbreidingsplan in. De oppervlakte was ongeveer hetzelfde als het plan van Van Niftrik maar er werd rekening gehouden met de onteigening door betere inpassing in de bestaande structuren. Daarnaast werden de woningen dichter op elkaar gezet en werd het Westerkanaal ten koste van het nog jonge plantsoen op die plek ingepast. Hiermee was het plan financieel aantrekkelijk genoeg voor B en W om het goed te keuren.